# Xysticus emertoni
Xysticus emertoni är en spindelart som beskrevs av Eugen von Keyserling 1880. Xysticus emertoni ingår i släktet Xysticus och familjen krabbspindlar. Inga underarter finns listade i Catalogue of Life.